# Wyższa Szkoła Oficerska Wojsk Pancernych
 Wyższa Szkoła Oficerska Wojsk Pancernych im. Stefana Czarnieckiego (WSOWPanc) – uczelnia wojskowa Sił Zbrojnych PRL i III RP funkcjonująca w latach 1967–1993 w Poznaniu.

## Historia
Szkoła została utworzona we wrześniu 1967 na bazie Oficerskiej Szkoły Wojsk Pancernych im. Stefana Czarnieckiego w Poznaniu. Podstawowym zadaniem szkoły było kształcenie oficerów – dowódców wojsk pancernych na poziomie studiów inżynierskich. Podchorążowie kończyli kurs samochodowy i uzyskiwali prawo jazdy kategorii „B”. Otrzymywali też „czołgowe prawo jazdy”. Okres studiów trwał 4 lata. W 1970 w szkole rozpoczęto kształcenie oficerów politycznych przygotowywanych na poziomie studiów licencjackich w zakresie nauk społeczno-politycznych. W 1973 w ramach uczelni powstała Szkoła Oficerów Rezerwy, która prowadziła szkolenie podchorążych – absolwentów wyższych uczelni cywilnych. Szkolenie to trwało 6 miesięcy.
Początkowo zasadniczą rolę w nauczaniu spełniały tzw. cykle przedmiotowe, skupiające wykładowców poszczególnych przedmiotów. W 1980 zastąpiły je samodzielne katedry i zakłady. W proces kształcenia podchorążych w dużym stopniu zaangażowana była kadra poznańskich uczelni wyższych, a zwłaszcza Politechniki Poznańskiej i Uniwersytetu im. Adama Mickiewicza. Rezultatem tej współpracy były realizowane wspólnie z tymi uczelniami równoległe studia magisterskie dla najlepszych podchorążych.
Szkołę rozwiązano we wrześniu 1993 w ramach programu restrukturyzacji wyższego szkolnictwa wojskowego. W jej miejsce powstało Centrum Szkolenia Wojsk Lądowych przygotowujące chorążych i podoficerów dla wojsk pancernych i zmechanizowanych. Kształcenie oficerów-dowódców wojsk pancernych przejęła Wyższa Szkoła Oficerska Wojsk Zmechanizowanych we Wrocławiu.
W 1994 w wyniku połączenia Wyższej Szkoły Oficerskiej Służb Kwatermistrzowskich i Centrum Szkolenia Wojsk Lądowych powstała Wyższa Szkoła Oficerska im. Stefana Czarnieckiego, która przejęła kształcenie oficerów wojsk pancernych od Wyższej Szkoły Oficerskiej Wojsk Zmechanizowanych.

## Rodowód uczelni
- Oficerska Szkoła Czołgów (1944–1945)
- Oficerska Szkoła Broni Pancernej (1945–1947)
- Oficerska Szkoła Broni Pancernej i Wojsk Samochodowych (1947–1948)
- Oficerska Szkoła Broni Pancernej (1948–1951)
- Oficerska Szkoła Wojsk Pancernych i Zmechanizowanych (1951–1957)
- Oficerska Szkoła Wojsk Pancernych (1957–1967)

## Baza szkoleniowa i kierunki kształcenia
Uczelnia rozlokowana w zwartym kompleksie koszarowym na poznańskim osiedlu Golęcin dysponowała bogatą bazą dydaktyczną, na którą składały się: sale audytoryjne, sale wykładowe, sala dowodzenia, gabinety taktyki, rozpoznania, szkolenia ogniowego, terenoznawstwa, łączności, szkolenia saperskiego, szkolenia chemicznego, budowy pojazdów samochodowych, transporterów opancerzonych i czołgów, nauki języków obcych. Na terenie szkoły były również strzelnice: sportowa, pistoletowa, szkolno-bojowa i dla wozów bojowych. Obiekty sportowe stanowiły: sala gimnastyczna, boiska sportowe, tor przeszkód, basen kryty. W pobliżu szkoły znajdował się poligon przykoszarowy „Biały lasek” z pasem taktycznym. Szkoła korzystała też z ośrodka szkolenia poligonowego w Biedrusku, gdzie znajdowały się pasy taktyczne i strzelnice szkolno-bojowe. Na wyposażeniu szkoły znajdowało się kilkadziesiąt czołgów, bojowych wozów piechoty i transporterów opancerzonych, co w pełni zabezpieczało praktyczne szkolenie podchorążych.
Program kształcenia obejmował następujące działy:
- dział ogólnokształcący i ogólnotechniczny: matematyka, fizyka, chemia, mechanika, język rosyjski, język niemiecki, język angielski
- dział społeczno-polityczny: wiadomości o Polsce współczesnej, filozofia, ekonomia polityczna, historia Polski, historia wojskowości, pedagogika wojskowa, psychologia wojskowa, socjologia wojska, geografia wojenna
- dział ogólnowojskowy: regulaminy, musztra, wychowanie fizyczne, szkolenie gospodarcze, szkolenie medyczno-sanitarne
- dział specjalno-wojskowy: taktyka ogólna i rodzajów wojsk, artyleria, łączność, inżynieria wojskowa, obrona przed bronią masowego rażenia, topografia wojskowa, teoria i praktyka strzelań, budowa i eksploatacja wozów bojowych, prowadzenie pojazdów mechanicznych.

Podchorążowie odbywali trzy praktyki dowódcze w jednostkach wojskowych. Po pierwszym roku nauki była to praktyka na stanowisku dowódcy załogi (drużyny), po drugim roku na stanowisku pomocnika dowódcy plutonu i po trzecim na stanowisku dowódcy plutonu. Oprócz tego uczestniczyli w szkoleniach poligonowych na ośrodkach szkolenia poligonowego wojsk lądowych w Żaganiu, Drawsku i Orzyszu.
WSOWPanc kształciła:
- oficerów – dowódców plutonów czołgów na poziomie studiów inżynierskich
- oficerów politycznych na poziomie studiów licencjackich w specjalności nauki polityczne

W szkole prowadzono też trzyletnie niestacjonarne studia inżynierskie dla absolwentów szkół oficerskich i wyższe kursy doskonalenia oficerów.

## Struktura organizacyjna szkoły (1976)
- komenda
- oddział kształcenia
- wydział naukowo-badawczy
- wydział kadrowo-administracyjny
- wydział techniczny
- jednostki dydaktyczne
  - cykl taktyki
  - cykl szkolenia technicznego
  - cykj szkolenia ogniowego
  - cykl ogólnokształcący

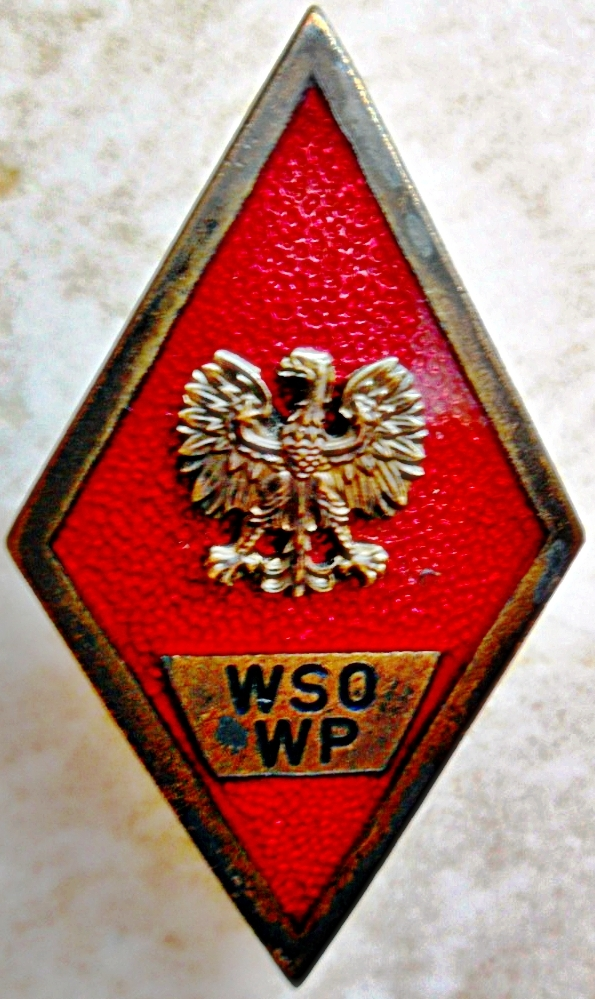
Odznaka WSO Wojsk Pancernych

  - cykl przedmiotów społeczno-politycznych
  - zakład wychowania fizycznego
  - zakład dydaktyki
- dwa bataliony podchorążych
- szkoła chorążych wojsk pancernych
- batalion czołgów
- batalion zabezpieczenia

## Komendanci
- płk Henryk Kudła (1967–1969)
- gen. bryg. Marian Koper (1969–1974)
- gen. bryg. Witold Wereszczyński (1974–1976)
- płk dypl. Władysław Łukaszyk (1976–1980)
- gen. bryg. Zdzisław Głuszczyk (1980–1993)